# Сеадет-Шехр
Сеаде́т-Шехр (перс. سعادت‌شهر‎), также Сеадетаба́д — город на юге Ирана, в провинции Фарс. Административный центр шахрестана  Пасаргад. По данным переписи, на 2006 год население составляло 15 947 человек.

## География
Город находится в северо-восточной части Фарса, в горной местности юго-восточного Загроса, на высоте 1834 метров над уровнем моря.
Сеадет-Шехр расположен на расстоянии приблизительно 75 километров к северо-востоку от Шираза, административного центра провинции и на расстоянии 635 километров к юго-юго-востоку (SSE) от Тегерана, столицы страны.